# SuperKaramba
SuperKaramba is een stukje programmatuur waarmee eenvoudig interactieve eye-candy gemaakt kan worden op KDE en TDE. Op dit moment wordt alleen Linux officieel ondersteund, maar SuperKaramba draait ook goed op FreeBSD en NetBSD. Zijn concurrenten zijn onder andere Konfabulator, gDesklets en Apple Dashboard. Omdat DesktopX alleen draait op Microsoft Windows is het niet een directe concurrent.
De interactieve programma's worden gewoonlijk direct in de achtergrond ingebed en verstoren de normale werking van de desktop niet. Het gebruik van SuperKaramba is niet beperkt tot KDE, maar bepaalde bibliotheken van KDE zijn wel vereist. SuperKaramba is inbegrepen in KDE 3.5.
SuperKaramba en zijn functies werden bij de uitgave van KDE 4 geïntegreerd in het nieuwe programma Plasma. In TDE gaat de ontwikkeling echter door.

## Werking
De auteurs gebruiken tekstbestanden om thema's te creëren die hun widget bepalen. Zij hebben de optie om een Python-script toe te voegen om de widget interactief te maken.

## Mogelijke toepassingen
- Interactieve weersvoorspellingen
- Bediening van het spelen van MP3's in XMMS of Amarok
- Kalender en nota's
- Klokken
- Systeem monitor voor de processor, het netwerk, de harde schijven, etc.
- Melding als er nieuwe berichten in de elektronische brievenbus zitten
- RSS- en nieuwslezer
- Geanimeerde menubalken
- Eigen werkbalken